# Фініки

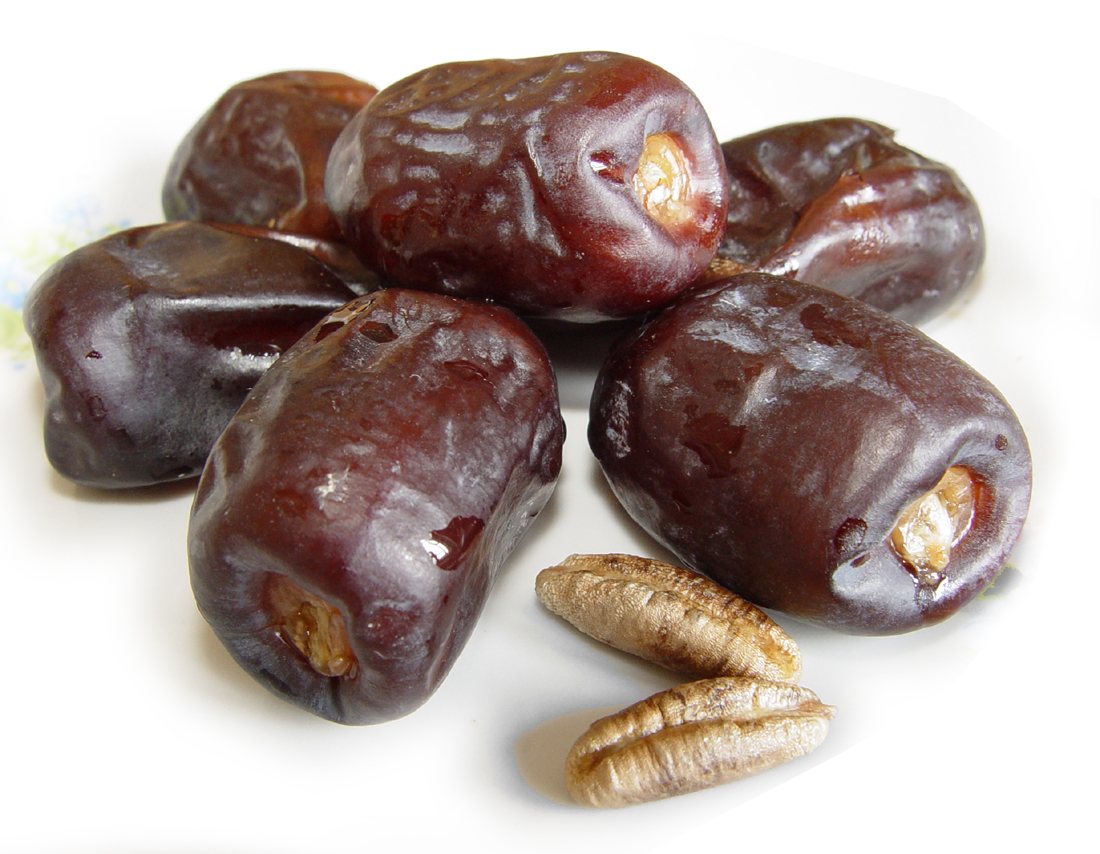
Фініки і їхні кісточки

Фініки — їстівні плоди деяких видів фінікової пальми, особливо виду фінік пальчастий, (лат. Phoenix dactylifera). З давніх часів використовуються людиною для харчування. До крамниць зазвичай надходять як сухофрукти. Спеціальні сорти фінікової пальми культивуються в промислових масштабах в країнах зі спекотним кліматом.
Фініки неодноразово згадуються в текстах різних священних писань, наприклад в Біблії та Корані. Сушені фініки можуть слугувати джерелом їжі під час тривалих походів.
Широко поширена думка, що весь комплекс речовин, необхідних для повноцінного харчування людини, міститься в фініках. У ряді сказань і легенд повідомляється про випадки харчування людей тільки фініками і водою протягом кількох років.

## Харчова цінність на 100г
- Енергетична цінність — 277 Ккал (1160 КДж)
- Вода = 21.32 г
- Білки = 1.81 г
- Жири = 0.15 г
- Вуглеводи = 74.97 г
- — Баластна речовина = 6.7 г
- — Дисахариди = 66.47 г
- — Лактоза = 0.00 г
- Ретинол (Віт. А), мкг = 7
- Бета-каротин, мкг = 89
- Аскорбінова кислота (Віт. С), мг = 0.0
- Тіамін (Віт. В1), мг = 0.050
- Рибофлавін (Віт. В2), мг = 0.060
- Ніацин (Віт. В3), мг = 1.610
- Пантотенова кислота (Віт. В5), мг = 0.805
- Піридоксин (Віт. В6), мг = 0.249
- Фолієва кислота (Віт. В9), мкг = 15
- Вітамін К, мкг = 2.7
- Кальцій, мг = 64
- Залізо, мг = 0.90
- Магній, мг = 54
- Фосфор, мг = 62
- Калій, мг = 696
- Натрій, мг = 1
- Цинк, мг = 0.44
- Мідь = 0.362 мкг
- Манган = 0.296 мкг